# Berta de Arles
Berta de Arles (912 - 18 de outubro de 965) foi pelo casamento condessa de Ruergue e Tolosa

## Relações familiares
Foi filha de Bosão de Arles e Avinhão, conde de Arles e de Avinhão e de Guilda de Borgonha, filha de Rodolfo I da Borgonha (859 - 25 de outubro de 912), 1º rei da Borgonha Transjurana. Casou com Raimundo II de Ruergue e Tolosa (? - 961), conde de Ruergue e Toulouse, filho de Armengol de Ruergue e Tolosa (850 - c. julho de 935), conde de Ruergue e Tolosa e marquês de Gótia.